# Les Soucoupes violentes
Les Soucoupes Violentes est un groupe de rock français mené par Stéphane Guichard depuis 1981.

## Origines et débuts (1978-1991)
C'est en 1981 que le groupe se constitue autour de Stéphane Guichard, originaire de la banlieue nord de Paris. Avec Eric Coggiola (venu des Sweet Lips), ils fondent en 1980 XXX, un groupe qui se veut totalement éphémère, pour sortir un unique disque sur Dorian, un tout jeune label qui vient de signer Jacno, Artefact et Modern Guy. Le 45 tours comprenant les titres Boîte de nuit et Frissons d'autocar rencontre un succès critique, notamment cité par Philippe Manœuvre dans Simplet, sa rubrique dans Rock'n'folk.
Les premiers concerts parisiens des Soucoupes Violentes datent de 1983 toujours avec Stéphane Guichard (guitare et chant), accompagné d'Eric Coggiola, Eric Boissel (basse) et Antoine Heidler (batterie).
En 1984 la formation se stabilise avec l’arrivée de Denis Baudrillard à la batterie. Le quatuor enregistre un EP quatre titres au studio WW (Quai de la Gare, Paris XIIIe) qu'il sort sur son propre label Planète Interdite, monté pour l'occasion, et distribué par Surfin Bird.  À la suite du départ d'Eric Coggiola, le groupe se sépare peu de temps après et ne se reforme que deux ans plus tard, en 1986. Stéphane Guichard, s’entoure cette fois d’Olivier « Flux » Favre à la basse et d’Aude Legrand (une amie d’enfance) à l’orgue, avec toujours Denis Baudrillard à la batterie.
À la suite d'un concert avec les Wampas au Théâtre Rutebeuf à Clichy, Philippe Nevot qui vient de fonder son label Tutti Frutti et de sortir le 1er album des Wampas leur propose de les signer. Les sessions s’effectuent toujours au studio WW avec Marc Police, guitariste des Wampas, comme producteur/réalisateur sonore. C'est donc en 1987 que sort Dans ta bouche, mini album 8 titres, 4 en français, 4 en anglais, 6 originaux et deux reprises. Il sera suivi en 1988, issu des mêmes sessions, du single Rester au lit produit par Charles Hurbier (Métal Urbain, Dr Mix and the Remix) au studio Mix-it. Olivier « Flux » Favre quitte le groupe, alors que Gilles « Poussin » Gardot (ex-Les Mosquitos de Nantes) arrive à la basse.
Les concerts et les tournées s'enchaînent, à Paris comme en province. Ils partagent notamment l'affiche avec Wilko Johnson, Gilles Tandy, Fishbone, The Pretty Things, OTH, les Thugs, That Petrol Emotion, the Deadbeats, les Wampas, Elliott Murphy, etc. Le groupe est repéré par le label New Rose chez qui ils vont sortir leurs deux albums suivants, Va savoir en 1989, puis À des années lumières en 1991. Avec entre les deux, un maxi 3 titres produit par Elliott Murphy, qui contient leur reprise de Jacques Dutronc signée Serge Gainsbourg, Les Roses fanées.

## Reformation (depuis 2005)
Après 15 années d'errance, Stéphane Guichard reforme les Soucoupes Violentes et retrouve la guitare et le chant aux côtés de Manuel Bujan (batterie), Franck Darmon "Tintin" (basse), et Florian Herpe (guitare). Ils enregistrent avec Jean-Paul Vittori (Daniel Darc, Juliette et les Indépendants) S'attendre au pire qui sort en 2009 chez Belleville International / Patate Records.
En 2015, ils enregistrent Fort Intérieur, toujours supervisé par Jean-Paul Vittori, avec de nombreux invités dont Didier Wampas sur le titre Trop méchante.
Le label Nineteen something les soutient par la suite, réédite le premier album, Dans ta bouche, et les Soucoupes enregistrent In & Août qui sort en 2019 (Twenty something). La composition du groupe varie mais se stabilise autour de Stéphane Guichard (chant / guitare) et d'Elsa Sadet (claviers). Ils enregistrent l'album avec Nick Wheeldon (basse) et Fabien Gilles (batterie).
Durant le confinement, le groupe compile un album de toutes leurs reprises sorties depuis leur formation, 16 potions d'amour toujours chez Twenty Something.
2024 marque le retour aux studios avec le dernier opus : J'irai ailleurs, toujours chez Twenty Something.

## Composition du groupe en 2022
- Elsa Sadet : claviers, chœurs
- Franck Darmon : basse, chœurs
- Manuel Bujan : batterie
- Stéphane Guichard : chant, guitare

## Composition du groupe en 1984
- Denis Baudrillart : batterie
- Éric Boissel : basse
- Éric Coggiola : guitare
- Stéphane Guichard : chant, guitare

## Discographie
- 1984 : EP Mercenaire (Planète Interdite)
- 1987 : Dans ta bouche (Tutti Frutti)
- 1988 : SP Rester au lit (Tutti Frutti)
- 1989 : Va savoir (New Rose)
- 1989 : SP Avec des yeux comme ça (New Rose)
- 1990 : EP Et pour un oui, et pour un non (New Rose)
- 1991 : SP L’imparfait (New Rose)
- 1991 : À des années-lumière (New Rose)
- 2009 : S’attendre au pire (Patate Records)
- 2015 : Fort intérieur (Planète interdite)
- 2018 : EP London Girl (Planète interdite)
- 2019 : In & Août (Twenty Something / PIAS)
- 2021 : 16 Potions d'Amour (Twenty Something / PIAS)
- 2022 : Session Froggy's Delight/Le Village Pop: Live au Walrus (Twenty Something)
- 2024 : J'irai ailleurs (Twenty Something / L'Autre Distribution)